# کلاته قنادان (بیرجند، غرب)
کلاته قنادان یک روستا در ایران است که در دهستان باقران شهرستان بیرجند واقع شده‌است. کلاته قنادان ۲۳ نفر جمعیت دارد.